# Amerotyphlops reticulatus
Amerotyphlops reticulatus — вид змій родини сліпунів (Typhlopidae). Мешкає в Південній Америці.

## Поширення і екологія
Amerotyphlops reticulatus мешкають в Колумбії, Еквадорі, Перу, Болівії, Бразилії, Венесуелі, Гаяні, Суринамі і Французькій Гвіані. Вони живуть у вологих тропічних лісах, в саванах і на луках. Живляться мурахами, термітами і жуками. Відкладають яйця.